# Kontich (federatie)
De federatie Kontich is een Belgische katholieke federatie met hoofdzetel in Kontich. De federatie maakt deel uit van het dekenaat Rupel-Nete in het bisdom Antwerpen. 
De volgende parochies maken er deel van uit:
- Onze-Lieve-Vrouw Onbevlekt Ontvangen te Kontich-Kazerne
- Onze-Lieve-Vrouw Geboorte te Lint
- Sint-Martinus te Kontich
- Sint-Rita te Sint-Rita
- Sint-Michael te Waarloos
- Sint-Leonardus te Aartselaar